# Bataille de Dego (1796)
Pour un article plus général, voir Campagne d'Italie (1796-1797).
Pour les articles homonymes, voir Bataille de Dego.
 (mars 2025).
Première coalition
Batailles
La deuxième bataille de Dego eut lieu les 14 et 15 avril 1796 près de Dego, au nord-ouest de l'Italie, pendant les guerres de la Révolution française, entre les forces françaises et austro-sardes et se solda par une victoire française.

## Contexte

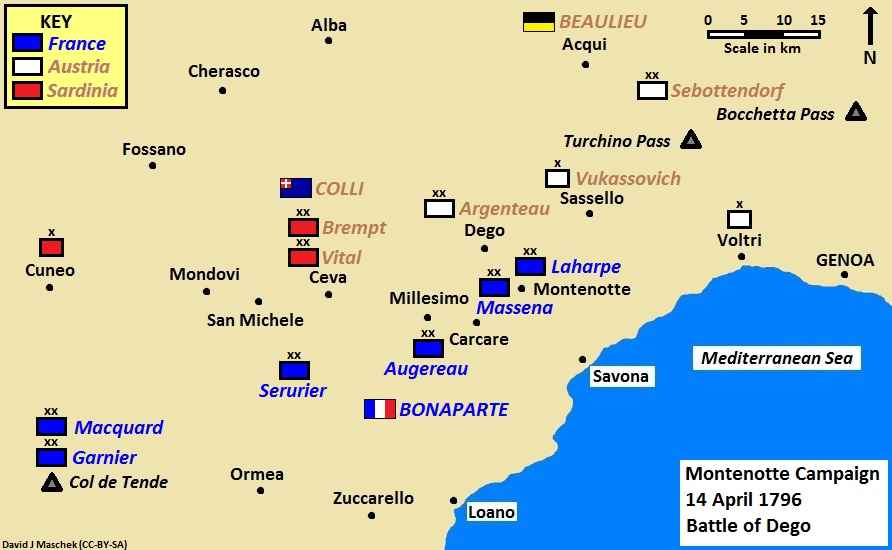

Après avoir battu une partie de l'armée autrichienne à la bataille de Montenotte, Napoléon Bonaparte s'efforce d'empêcher la réunion des armées autrichiennes et piémontaises. La prise de la position de Dego par les Français leur permettrait de contrôler la seule route par laquelle les deux armées pourraient faire leur jonction, et les forces de Bonaparte combinées à celles de Masséna convergèrent le 13 avril 1796 pour la prendre d'assaut.
Dego est situé sur le penchant d'un coteau, la rivière Bormida coule d'un côté, et de l'autre se trouve un profond ravin. Les défenses de la ville comprenaient un ensemble formé d'un fort sur une falaise peu élevée, accolée à une colline renforcée de tranchées. La garnison était composée d'une troupe mixte d'unités autrichiennes et sardo-piémontaises.

## Ordre de bataille valable que pour le 14 avril

### Côté Français

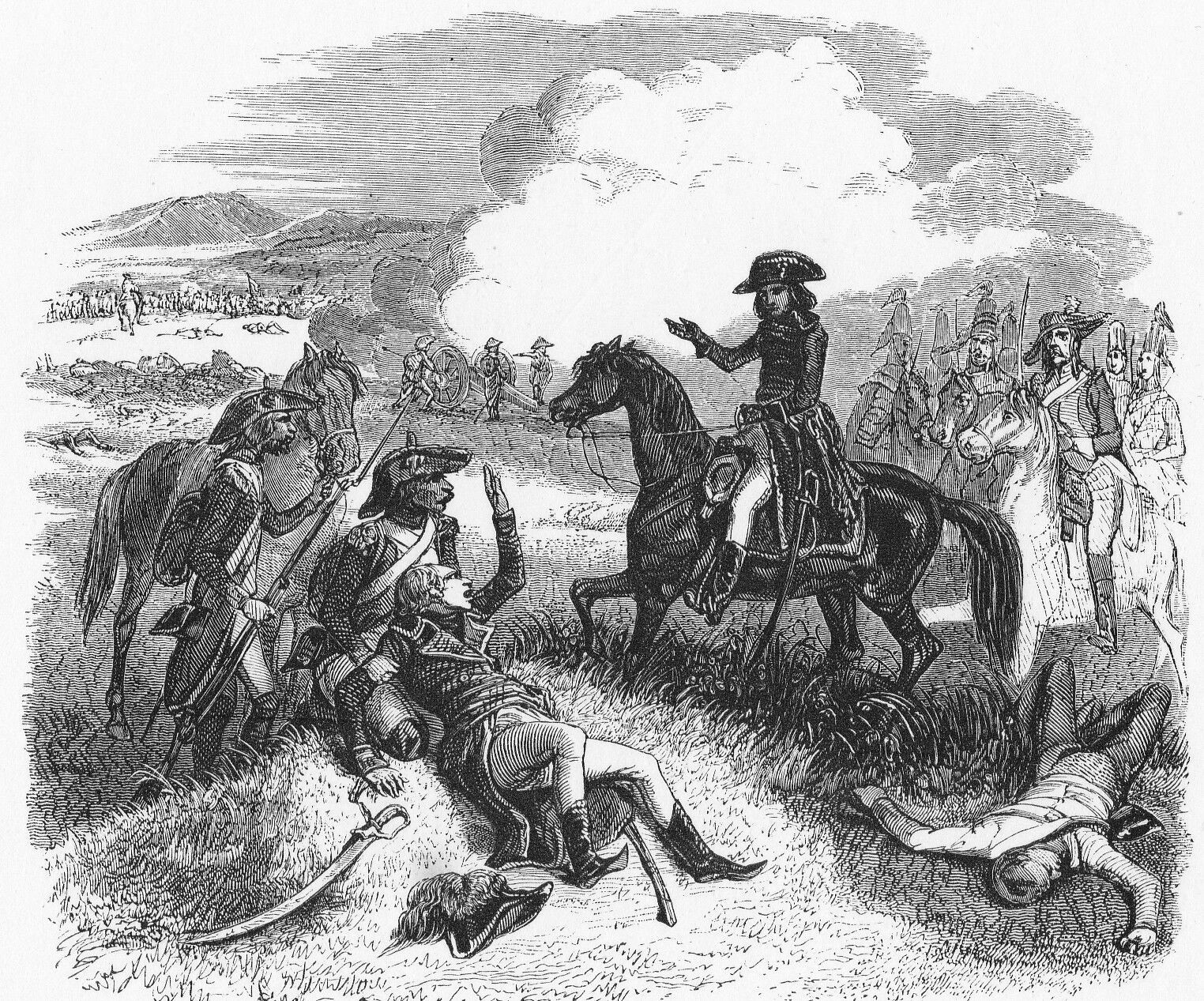
Le Général Bonaparte et le général Causse à la bataille de Dego.

| Unités                                                      | Effectifs |
| Bonaparte - Général en Chef                                 | 11700     |
| Murat - Aide de camp - Détachement de cavalerie             |           |
| Reg de cav. - 7e bis Hussards                               |           |
| __Détachement                                               | 10        |
|                                                             |           |
| Général de Division Massena - Avant-Garde - La droite       | 5071      |
|                                                             |           |
| Chef de Bat. Monnier - Brigade d'infanterie                 | 3105      |
| __3e Cie de grenadier de la 14e demi-brigade                | 200       |
| Reg d'inf. - 21e demi-brigade - Chef de Bat. Rampon         |           |
| __1er Bataillon de la 21e demi-brigade                      | 671       |
| __2e Bataillon de la 21e demi-brigade                       | 1089      |
| __3e Bataillon de la 21e demi-brigade                       | 1145      |
|                                                             |           |
| Chef de Bat. Rondeau - Avant-Garde                          | 680       |
| Bat d'inf. - Grenadiers et Carabiniers réunis               |           |
| __3 Cie de Grenadiers de la 21e demi-brigade                | 240       |
| __3 Cie de Carabiniers de la 8e demi-brigade légère         | 240       |
| __Détachement de la 8e demi-brigade légère                  | 200       |
|                                                             |           |
| Général de Brigade La Salcette - Brigade d'infanterie       | 1146      |
| Reg d'inf. - 1er demi-brigade légère - Chef de Bat. Fornesy |           |
| __1er Bataillon de la 1re demi-brigade légère               | 417       |
| __2e Bataillon de la 1re demi-brigade légère                | 517       |
| __3e Bataillon de la 1re demi-brigade légère                | 212       |
|                                                             |           |
| Artillerie                                                  | 140       |
| 3 pièces légère de 3 livre de campagne                      | 26        |
| 2 pièces légère de 3 livre de montagne                      | 11        |
| 7e cie de sapeurs                                           | 103       |
|                                                             |           |
| Général de Division Laharpe - 1er Div. d'inf. - La gauche   | 6619      |
|                                                             |           |
| Général de Brigade Causse - Brigade d'infanterie            | 3195      |
| Reg d'inf. - 99e demi-brigade -                             |           |
| __1er Bataillon de la 99e demi-brigade                      | 1065      |
| __2e Bataillon de la 99e demi-brigade                       | 1065      |
| __3e Bataillon de la 99e demi-brigade                       | 1065      |
|                                                             |           |
| Général de Brigade Cervoni - Brigade d'infanterie           | 1064      |
| Reg d'inf. - 70e demi-brigade                               |           |
| __2e Bataillon de la 70e demi-brigade                       | 1064      |
|                                                             |           |
| Chef de bataillon Boyer - Brigade d'inf.                    | 1145      |
| Reg d'inf. - 70e demi-brigade                               |           |
| __3e Bataillon de la 70e demi-brigade                       | 1145      |
|                                                             |           |
| Réserve                                                     | 1014      |
| Reg d'inf. - 70e demi-brigade                               |           |
| __1er Bataillon de la 70e demi-brigade                      | 1014      |
|                                                             |           |
| Artillerie                                                  | 201       |
| 3 pièces de 8 livre de campagne                             | 38        |
| 4 pièces de 4 livre de campagne                             | 34        |
| 3 pièces légère de 3 livre de campagne                      | 26        |
| 1er cie de sapeurs                                          | 103       |
|                                                             |           |

### Côté Austro - Sarde
La colonne « Observations » ci-dessous donne le détail des positions défensives.

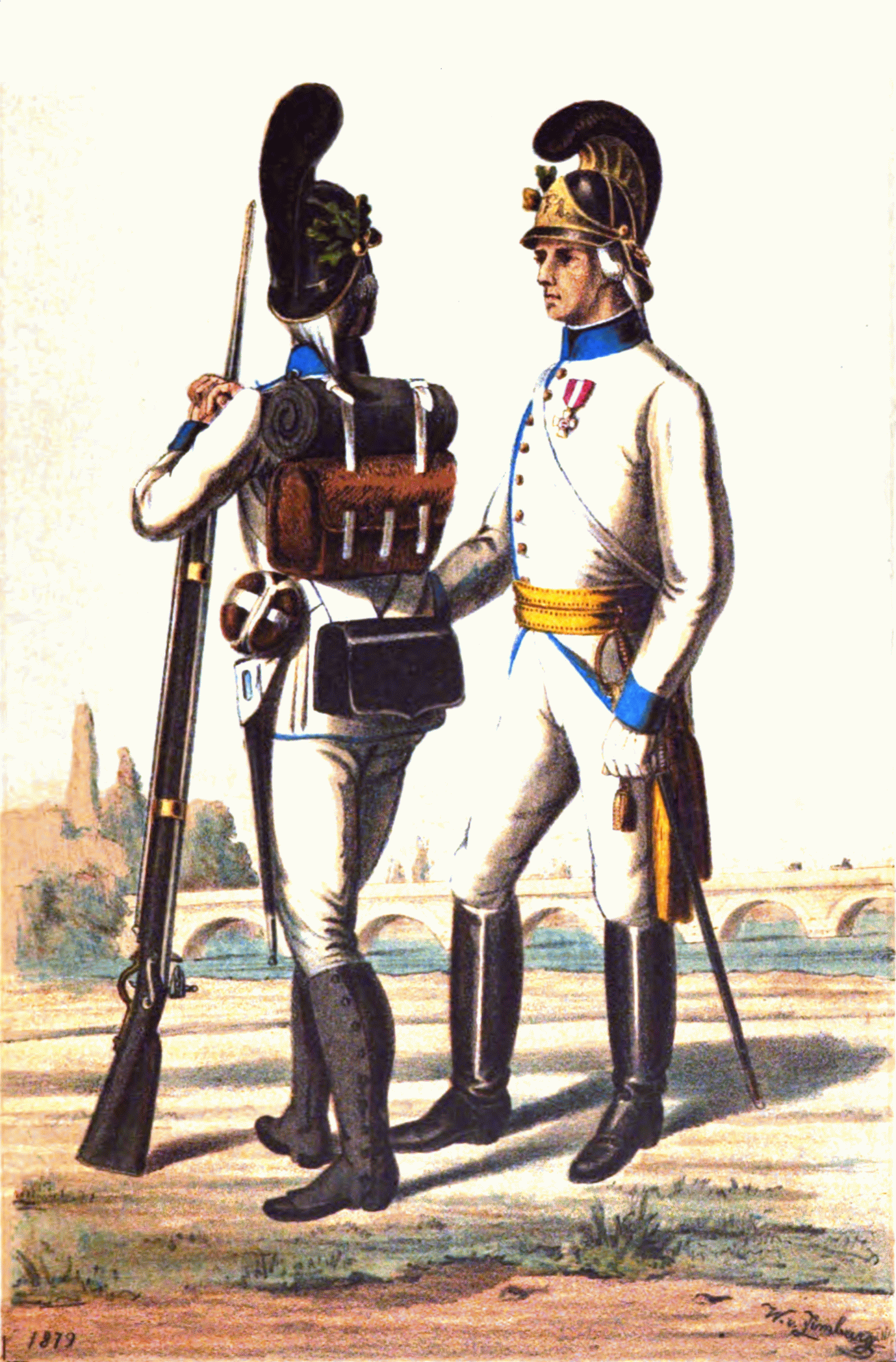
Régiment Hoch und Deutschmeister.

| Unités                                     | Effectifs | Observations                       |
| Colonel Avogadro - Défense de Dego         | 2543      |                                    |
|                                            |           |                                    |
| Reg d'inf. - Monferrato - Piémontais       |           |                                    |
| __1er demi-bataillon du 1er bataillon      | 175       | défense du village de Costa        |
| __2e demi-bataillon du 1er bataillon       | 175       | défense du bric Rosso              |
|                                            |           |                                    |
| Cie. d'inf. - Corps franc de Gyulai        |           |                                    |
| __1er Cie de Grenz                         | 80        | défense du hameau du château       |
| __2e Cie de Grenz                          | 80        | défense du hameau de Cassinassa    |
|                                            |           |                                    |
| Reg d'inf. - de la Marine - Piémontais     |           | entre bric Magliani et bric Rosso  |
| __1er bataillon                            | 350       |                                    |
| __2e bataillon                             | 350       |                                    |
|                                            |           |                                    |
| Reg d'inf. - Schroder -Tedesco             |           | vers le bric Magliani              |
| __3e bataillon                             | 570       |                                    |
|                                            |           |                                    |
| Reg d'inf. - Stein                         |           | sur bric Groppo, Sella et Poggio   |
| __1 bataillon                              | 375       |                                    |
|                                            |           |                                    |
| Reg d'inf. - Pellegrini                    |           | sur bric Groppo, Sella et Poggio   |
| __1 bataillon                              | 388       |                                    |
|                                            |           |                                    |
| Artillerie                                 | 144       |                                    |
| 3 pièces de 3pdr régimentaire              | 24        | sur le bric Rosso                  |
| 2 pièces de 3pdr régimentaire              | 16        | sur le bric Magliani               |
| 2 pièces de 3pdr régimentaire              | 16        | sur le bric Groppo                 |
| 1 pièce de 3pdr régimentaire               | 8         | sur le bric Sella                  |
| 1 pièce de 3pdr régimentaire               | 8         | sur le bric Poggio                 |
| 4 pièces de 3pdr régimentaire              | 32        | en dessous de Magliani             |
| 1 pièce de 3pdr régimentaire               | 8         | au-dessus de Costa                 |
| 3 pièces de 3pdr régimentaire              | 24        | en avant de Cassinassa             |
| 1 pièce de 3pdr régimentaire               | 8         | a l’extrémité du hameau du château |
|                                            |           |                                    |
| Feldmarschall-Leutnant Argenteau - Renfort | 2446      | arrivant de Pareto                 |
|                                            |           |                                    |
| Premier groupe en approche                 |           |                                    |
| Reg d'inf. - Monferrato - Piémontais       |           |                                    |
| __2e bataillon                             | 350       |                                    |
|                                            |           |                                    |
| Reg d'inf. - Hoch und Deutschmeister       |           |                                    |
| __1er bataillon                            | 750       |                                    |
| __2e bataillon                             | 750       |                                    |
|                                            |           |                                    |
| Deuxième groupe en approche                |           |                                    |
| Reg d'inf. - Allvintzy                     |           |                                    |
| __1 bataillon                              | 596       |                                    |

## Déroulement

### 14 avril 1796, la prise de Dego
Les troupes du général Massena tiennent le centre de la ligne de bataille. Les grenadiers se déploient sur la droite, sous les ordres du chef de bataillon Rondeau. Les troupes des coalisés ouvrent le feu depuis la colline.
Les colonnes d'attaque gagnent néanmoins du terrain. Celle de droite, au lieu de pousser directement sur Dego, effectue un détour et se porte sur les arrières des défenseurs. Elle rencontre sur sa route un régiment qui vient en renfort des Autrichiens. Elle l'attaque et le contraint à reculer.
L'engagement s'étend. Les troupes de Massena s'emparent du village de Dego, et, profitant des accidents du terrain, elles gagnent rapidement le sommet de la colline et en chassent les coalisés. Bousculés sur plusieurs côtés, les défenseurs perdent cohésion et se rendent. Trois soldats français, enhardis par la stupeur de l'ennemi, Giniez (sergent), Fabre (grenadier), et Cambon (éclaireur), se jettent à travers ses rangs et se saisissent chacun d'un drapeau[réf. nécessaire].
L'armée autrichienne perd un peu moins de 6 000 hommes, de nombreux canons et drapeaux. Les forces françaises comptent 1 500 hommes hors de combat.
Vers 18 h, après une longue marche, Vukassovic est près de Pontivera, cachée dans les bois du Bric Schiena d’Asino, il attendra l'aube du 15 avril. Il a déjà une idée clair de la situation de Dego parce qu'apprise par les voix de quelques Piémontais et Français prisonnier. Cependant il prit la décision de s’en tenir aux ordres reçus.
De son côté, Bonaparte, après cette victoire de Dego, rédige une série d’ordres afin de porter plus de troupes sur son aile gauche pour l’attaque du secteur de Montezemolo prévue pour le lendemain.
Ordres rédigé vers 22 h :
- Augereau peut envoyer des ordres de marche à Victor (à St-Julie) pour le rejoindre.
- Dommartin marchera sur Cenglio par Bormida pour rejoindre Augereau.
- Laharpe marchera sur Salicetto puis sur Montezemolo pour renforcer Augereau.
- Joubert marchera sur Rocca-Vignale puis Montezemolo.
- L’artillerie prise à Dego sera évacuée sur Carcare.

### 15 avril (perte et reprise de Dego)
Les soldats français, après la prise du village, s'étaient dispersés pour piller. Ils ont dormi sur le champ de bataille, et sont encore dans le désordre lorsqu'un corps autrichien mené par le colonel Joseph Vukasović se présente. Un brouillard mêlé de pluie avait voilé son approche.
La surprise est extrême. Les avant-postes n'opposent qu'une faible résistance et se replient sur la troupe parmi laquelle ils jettent le désordre. Le chef de brigade Dupuy et le chef de bataillon Rondeau sont blessés. Les forces françaises, bousculées, évacuent toutes les positions conquises la veille et ne peuvent se maintenir à Dego. Des compagnies placées dans une petite redoute qui domine le village contiennent un temps les assauts autrichiens, mais doivent finalement se rendre.
La plupart des généraux absents accourent au bruit de l'attaque. Massena arrive un des premiers. Il voit les troupes qui fuient éperdues, et va les attendre dans la plaine pour les rallier. Il rejoint la 32e demi brigade d'infanterie de ligne sur une petite éminence en face de Dego. Massena finit par ramener le calme et réorganise ses troupes de concert avec Laharpe.
Bonaparte apprend l'attaque Autrichienne sur Dego, aussitôt il modifie ses plans :
- Massena placera les pièces qui restent en position, arrangera ses troupes pour pouvoir faire une vigoureuse résistance, avancer vos tirailleurs afin d’être prévenu de la marche de l’ennemi.
- Laharpe ira se placer à Rochetta, il soutiendra les troupes de Massena.
- Victor ira se placer avec sa brigade sur les hauteurs entre Mori et Montenotte inférieur afin de tourner l’ennemi et le prendre a revers.

Les généraux relancent l'attaque sur la colline de Dego, le même objectif que la veille, tenue par les lignes autrichiennes. Les coalisés lancent une attaque depuis le village, mais les troupes françaises tiennent bon. Des renforts en provenance de Napoléon viennent soutenir la poussée française, qui chasse alors les Autrichiens en sous-nombre de la crête. Les Français restent maîtres du terrain.

### Bilan
Près de 1 000 Autrichiens sont faits prisonniers, 670 sont morts ou blessés, et tout leur parc d'artillerie est capturé. Les Français déplorent près de 1 000 hommes hors de combat. Cette victoire permet à Napoléon de rejeter les forces autrichiennes, et de fixer Beaulieu à l'Est. La réunion des coalisés n'aura pas lieu, et Napoléon peut porter son corps de bataille contre l'armée sarde du général Michelangelo Colli. Le 21 avril, Colli est battu à la bataille de Mondovi, et très peu de temps après le gouvernement sarde demande la fin de la guerre.